# Illuminations
Illuminations — це спільна робота 1974 року Еліс Колтрейн та Карлоса Сантани (під їхніми індіанськими іменами «Турія» та «Девадіп», відповідно). Саксофоніст/флейтист Жюль Бруссар, клавішник Том Костер, барабанщик Джек Деджонетт, перкусіоніст Армандо Пераза і басист Дейв Голланд також зробили свій внесок у створення альбому.
Еліс Колтрейн грає на арфі, фортепіано та електрооргані Wurlitzer, а також є аранжувальницею і диригенткою струнної секції. Карлос Сантана грає на електрогітарі у більш мінімалістичному стилі, ніж зазвичай, використовуючи дилей, сустейн і прості мелодійні висловлювання для створення атмосфери і надання простору іншим інструментам. Альбом повністю інструментальний, з довгими соло більшості учасників.
Вступ струнної секції до «Angel of Air» було використано гуртом The Cinematic Orchestra для треку «All That You Give», що з'явився на їхньому альбомі 2002 року Every Day. Це перший з трьох альбомів Сантани (інші — Oneness і The Swing of Delight), випущений під його санскритським ім'ям Девадіп, даним йому гуру Шрі Чинмоєм.
Звичайна 2-канальна стерео версія альбому була також випущена у 1974 році у 4-канальній квадрафонічній версії. У 2017 році Illuminations був перевиданий лейблом Dutton Vocalion у Великій Британії у форматі Super Audio CD, що містив як стерео, так і квадрафонічний мікси.
Біограф Сантани Марк Шапіро стверджував, що під час запису гітарист «знову був дитиною», закидаючи Колтрейн проханнями розповісти історії про свого покійного чоловіка, як пізніше згадував сам Сантана: «музика дійсно відвела мене далі від класичного звучання Сантани, ніж майже будь-який інший запис — далі, але ближче до того місця, де було моє серце».

## Ремікс
У 2001 році Білл Ласвелл, відповідальний за перезведення альбомів Боба Марлі і Майлза Девіса, зміксував і реміксував уривки з пісень Сантани Illuminations і Love Devotion Surrender для альбому під назвою Divine Light.

## Відгуки критиків
У рецензії для AllMusic Вільям Рульманн писав: «Columbia Records не міг бути задоволений рішучим зануренням Сантани в езотеричний джаз: Illuminations став першим з дев'яти альбомів Сантани, випущених до цього часу в США, який не став золотим».
Рецензент Billboard назвав альбом «абсолютно космічним записом» і заявив, що він «має надихнути багатьох людей на цю форму музики».
Саксон Берд з Red Bull Music Academy зазначив, що альбом «настільки дивний і захоплюючий, як можна було б сказати про пару» Колтрейн і Сантани і назвав «Angel of Sunlight» центральною композицією альбому, прокоментувавши її: «Майже 15-хвилинний, гарячковий фрі-джазовий номер багато в чому зобов'язаний пізній творчості Джона Колтрейна… Але якщо більша частина пізньої творчості саксофоніста була схожа на музиканта в пошуках, то тут Сантана і Еліс Колтрейн також є музикантами, які подорожують у тому ж стилі».
Роб Колдуелл у статті для All About Jazz описав Illuminations як «досить сміливий альбом» і заявив, що в ньому «все про драму і грандіозність». Він зауважив: «Часом він межує з нью-ейджем, він занадто авантюрний, щоб його можна було віднести до нього, і саме тоді, коли здається, що він стає занадто сиропним або космічним, він відхиляється у бік фрі-джазу».
Автор статті для Aquarium Drunkard писав: «Незважаючи на його миттєво впізнаваний тон і голосну репутацію, гра Сантани мінімальна і скромна, позбавлена мелодійного ядра. Тут він встановлює новий стандарт для електрогітари в контексті спіричуел-джазу, одночасно створюючи неперевершений контрапункт до пишних оркестровок Еліс Колтрейн».
Баклі Мейфілд з Jive Time Records зауважив, що альбом «весь у передачі палаючих променів просвітлення у свідомість слухачів», і заявив, що Illuminations і Love Devotion Surrender «стоять як творчі вершини [Сантани]».
Рецензент Overgrown Path писав: «Звичайно, дуже легко відкинути цей альбом як нью-ейджівську примху. Але це заперечує споконвічну і містичну здатність звуку до трансформації, і елітарно і короткозоро стверджувати, що ця перетворююча сила є винятковою властивістю шедеврів західної класичної музики».

## Трек-лист
| Сторона 1 | Сторона 1                       | Сторона 1       | Сторона 1  |
| #         | Назва                           | Автор           | Тривалість |
| --------- | ------------------------------- | --------------- | ---------- |
| 1.        | «Guru Sri Chinmoy Aphorism»     | Шрі Чинмой      | 1:11       |
| 2.        | «Angel of Air / Angel of Water» | Костер, Сантана | 9:55       |
| 3.        | «Bliss: the Eternal Now»        | Колтрейн        | 5:33       |

| Сторона 2 | Сторона 2           | Сторона 2       | Сторона 2  |
| #         | Назва               | Автор           | Тривалість |
| --------- | ------------------- | --------------- | ---------- |
| 1.        | «Angel of Sunlight» | Костер, Сантана | 14:43      |
| 2.        | «Illuminations»     | Костер, Сантана | 4:18       |

## Чарти
| Чарт (1975)                    | Пікова позиція |
| ------------------------------ | -------------- |
| Australian (Kent Music Report) | 75             |

## Персоналії
- Еліс Колтрейн — піаніно, арфа, електроорган Wurlitzer (B1)
- Карлос Сантана — електрогітара
- Дейв Голланд — акустичний бас (A2, B1)
- Джеймс Бонд — акустичний бас, бас-гітара
- Джек Деджонетт — барабани і перкусія (A2, B1)
- Том Костер — електропіаніно, орган Hammond B-3 (A2, B1-2)
- Жюль Бруссар — сопрано-саксофон, альтова флейта (A2, B1)
- Філ Браун — танпура (B1)
- Армандо Пераза — барабани конга (B1)
- Філ Форд — табла (B1)
- Аранжування та диригування струнної секції Еліс Колтрейн
- Мюррей Адлер — скрипка, концертмейстер

Скрипки:
- Рон Фолсом
- Білл Гендерсон
- Натан Капрофф
- Ґордон Маррон
- Пол Шур
- Чарльз Віл

Віолончелі:
- Енн Гудмен
- Ґленн Ґраб
- Джекі Люстгартен
- Фред Сейкора

Альти:
- Мерилін Бейкер
- Маєр Белло
- Роліс Дейл
- Алан Гаршман
- Майра Кестенбаум
- Девід Шварц